# 郜成侯国
郜成侯国，西汉设置的侯国。
侯国治所在今山东省成武县东南。钱大昕等以为当作邛成侯国，汉宣帝元康二年（前64年），封外戚王奉光为邛成侯，置邛成侯国于此。属山阳郡。东汉省入成武县。